# Jean-Jacques de Felice
Jean-Jacques de Felice (15 mai 1928 à Montmorency - 27 juillet 2008, Paris) est un avocat français, ancien vice-président de la Ligue des droits de l'homme de 1983 à 1996.

## Biographie
Jean-Jacques de Félice naît dans une famille protestante qui compte de nombreux pasteurs. Son père, Pierre de Félice, avocat, est un homme politique, secrétaire d'État, député, sénateur du Loiret (gauche républicaine) sous la IVe République. Sa mère était très profondément de culture protestante et l'a bien inscrit dans cette mémoire, comme de Félice le relatait lui-même. Il doit au protestantisme son premier engagement auprès des jeunesses scouts unionistes, qui le conduisit à se préoccuper des problèmes de la jeunesse, qui au lendemain de la Seconde Guerre mondiale étaient importants. Devenu avocat pénaliste, ses premières défenses de jeunes défavorisés le conduisent vers un engagement plus politique : défendant des jeunes, enfants d'Algériens notamment, des bidonvilles de Nanterre, il est tout naturellement amené à défendre leurs pères, c'est-à-dire des militants du FLN, qui le sensibiliseront à leur lutte.
À l'époque de la guerre d'Algérie, cette défense de militants du FLN le fait connaître. Il plaide ensuite pour les paysans du Larzac en lutte contre l’extension du camp militaire, les indépendantistes Kanaks et Tahitiens, les mal logés aux côtés de l'abbé Pierre, les objecteurs de conscience, les étrangers en péril (il est membre du Gisti), les activistes italiens des Brigades rouges comme Marina Petrella et Cesare Battisti. Il défend Lucien Léger, condamné en 1966 à la réclusion criminelle à perpétuité, pour un meurtre d'enfant. La très longue détention de son client, 41 ans, fit dire à Jean-Jacques de Felice : « Il y a une durée de détention au-delà de laquelle la justice se mue en vengeance ».
Proche de l'historienne Madeleine Rebérioux, de l'helléniste Pierre Vidal-Naquet, Felice se disait « en contestation avec l'ordre établi ».
Le choix des causes défendues par Jean-Jacques de Félice montre un apparent paradoxe, l'avocat ayant à la fois défendu des militants qui ont recouru à la violence (Brigades rouges, Bande à Baader, ou bien les militants algériens de l'indépendance), alors qu'il s'est toujours réclamé du pacifisme et de la non-violence, ce qui explique son engagement aux côtés des objecteurs de conscience. Le choix des causes défendues par l'avocat traduit un humanisme illustré par son engagement dans des mouvements comme la Ligue des Droits de l'Homme, la Cimade, ou le Gisti.
Il a été secrétaire du Comité de liaison pour la lute contre l'apartheid en Afrique du Sud et président du Mouvement d'action judiciaire.

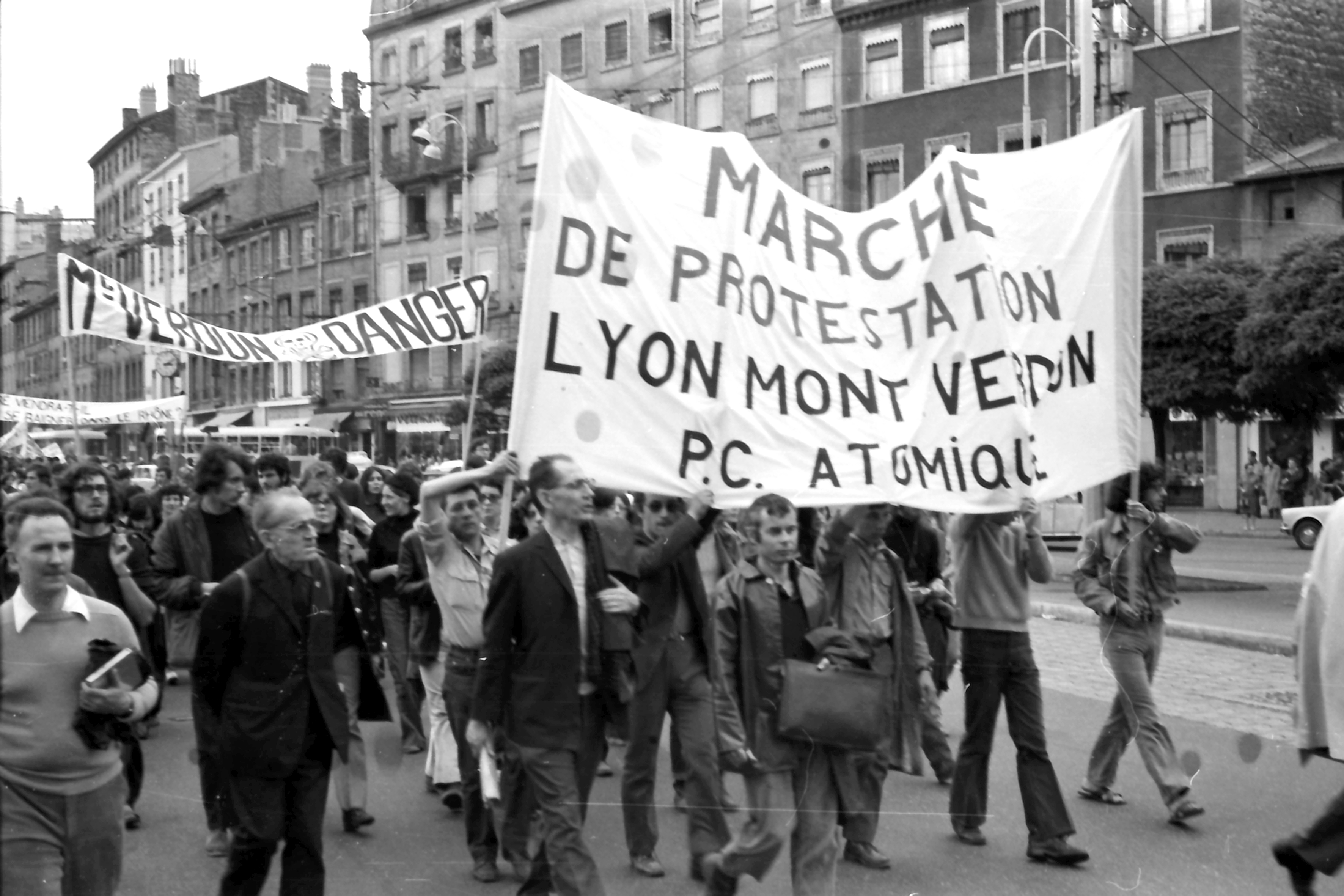
Jean-Jacques de Felice, Théodore Monod, le pasteur René Cruse et Yvon Montigné, le 19 juin 1971, en tête de la marche du Groupe d'action et de résistance à la militarisation(GARM), de Lyon au Mont-Verdun, contre la force de frappe nucléaire

Objecteur de conscience et défenseur des réfractaires à l'armée, Jean-Jacques de Félice participe à Lyon à des débats et des manifestations du Groupe d'action et de résistance à la militarisation. En tête de la Marche de la paix du 19 juin 1971, il prend la parole et défile, avec des milliers de personnes, de Lyon au poste de commandement de la force de frappe nucléaire du Mont Verdun.
Jean-Jacques de Félice a déposé ses archives à La Contemporaine à partir de 2003.

## Citation
« Honneur à vous, les insoumis, les déserteurs, les objecteurs, les réfractaires qui avez eu le courage de « résister », de dire non, à la pacification, à la torture, aux répressions, aux camps d’internement, le courage de « désobéir aux ordres », à la loi même, aux violations des droits de l’homme, droits individuels et collectifs, droit à l’autodétermination et à l’indépendance du peuple algérien. Honneur à vous, les insoumis qui avez su, par obéissance à des valeurs essentielles, désobéir aux ordres injustes. »

— Jean-Jacques de Felice, Préface de Les réfractaires à la guerre d’Algérie 1959-1962, Paris, Éditions Syllepse, 2005

### Film documentaire
- Bernard Baissat, Écoutez Jean-Jacques de Félice, avocat du peuple kanak, 2008, 80 minutes, voir en ligne.
- Centre d'Histoire sociale,Jean-Jacques de Félice, un avocat militant des droits de l'homme, 2015, 45 minutes, voir en ligne.

### Archives
- Inventaire du fonds d'archives de Jean-Jacques de Felice conservé à La contemporaine[12].